# レモンのゆううつ
『レモンのゆううつ』（Some Kind of a Nut）は1969年のアメリカ合衆国のコメディ映画。監督はガーソン・ケニン。出演はディック・ヴァン・ダイクなど。日本では劇場未公開だがテレビ放映が行われた。

## キャスト
- フレッド：ディック・ヴァン・ダイク（吹替：広川太一郎）
- レイチェル：アンジー・ディキンソン
- パメラ：ローズマリー・フォーサイス

## スタッフ
- 監督・脚本：ガーソン・ケニン
- 製作：ウォルター・ミリッシュ
- 撮影：バーネット・ガフィ、ジェラルド・ハーシュフェルド、エンリケ・ブラボ
- 音楽：ジョニー・マンデル